# Ronde van de Haut-Var 2007
De Ronde van de Haut-Var 2007 werd verreden op zondag 25 februari. Het was de 39ste editie van deze Franse eendagswedstrijd, die ditmaal ging over een afstand van 201 kilometer, met start en finish in Draguignan. Filippo Pozzato werd de winnaar, nadat hij de sprint won van een flink uitgedunde groep. In totaal kwamen 99 renners over de streep.

## Uitslag
| Ronde van de Haut-Var 2007 |                        |                              |            |
| Plaats                     | Naam                   | Ploeg                        | Tijd       |
| Winnaar                    | Filippo Pozzato        | Liquigas                     | 5u 08' 31" |
| 2                          | Simon Gerrans          | AG2r Prévoyance              | z.t.       |
| 3                          | Ricardo Serrano        | Tinkoff Credit Systems       | z.t.       |
| 4                          | Francesco Reda         | OTC Doors-Lauretana          | z.t.       |
| 5                          | Michail Ignatiev       | Tinkoff Credit Systems       | z.t.       |
| 6                          | Pierrick Fédrigo       | Bouygues Télécom             | z.t.       |
| 7                          | Aljaksandr Koetsjynski | Liquigas                     | + 0' 03"   |
| 8                          | Vasil Kiryjenka        | Tinkoff Credit Systems       | z.t.       |
| 9                          | Andrej Koenitski       | Acqua & Sapone-Caffe Mokambo | + 0' 06"   |
| 10                         | Frédéric Amorison      | Landbouwkrediet-Tönissteiner | + 0' 13"   |
|                            |                        |                              |            |
| 16                         | Sebastian Langeveld    | Rabobank                     | + 0' 13"   |